# Eustache-Nicolas Pigeau
Eustache-Nicolas Pigeau (Mont-l'Évêque, 16 luglio 1750 – Parigi, 22 dicembre 1818) è stato un giurista e avvocato francese.

## Biografia
Figlio di un artigiano, lavorò come impiegato presso un procuratore prima di diventare, nel 1774, un avvocato al Parlamento di Parigi. Divenne segretario di Marie-Jean Hérault de Séchelles. Dopo la Rivoluzione aprì dei corsi di diritto. Fu nominato da Napoleone Bonaparte membro della commissione responsabile della stesura del Codice di procedura civile. Nel 1805 fu nominato professore di procedura alla Scuola di diritto di Parigi, un incarico che mantenne fino alla morte nel 1818. 
I suoi libri sono classici nel XIX secolo.

## Opere
- La procédure civile du Châtelet de Paris et de toutes les juridictions ordinaires du Royaume, 1773
  - (FR) La procédure civile du Châtelet de Paris, et de toute le jurisdictions ordinaires du royaume, vol. 1, Paris, Nicolas Desaint, veuve, 1779.
  - (FR) La procédure civile du Châtelet de Paris, et de toute le jurisdictions ordinaires du royaume, vol. 2, Paris, Nicolas Desaint, veuve, 1787.
- Introduction à la procédure civile, 1784
- Cours élémentaire de Code civil, 1803-1805, 4 voll.
- La Procédure civile des Tribunaux de France démontrée par principes, et mise en action par des formules, Paris, Garnery et Nicolle, 1807, 2 vol.
- (FR) Commentaire sur le code de procédure civile, vol. 1, Paris, Brière, 1827.
  - (FR) Commentaire sur le code de procédure civile, vol. 2, Paris, Brière, 1827.